# Forns de Breda
Els Forns de Breda conformen una obra de Breda (Selva) inclosa a l'Inventari del Patrimoni Arquitectònic de Catalunya.

## Descripció
Hi ha dues tipologies de forns per coure ceràmica:
Els forns moruns o aràbics: de tradició àrab, construït amb totxo massís i fet a mà, lligat amb argila i sorra, que a la part superior té una volta circular, amb petits forats, que faciliten la sortida de fums i digir el foc cap a les zones del forn més desassistides. Pel fet de poder-se tancar permeten elevar i uniformitzar la temperatura de cocció, i millorar la qualitat de producció. Els forns moruns, es construïen dins l'obrador.
Forns de tradició medieval- occidental: són iguals que els forns de tradició àrab, però sense la coberta de la part superior, perdent gran quantitat d'escalfor.
La cocció de les peces, durava unes dotze hores. El combustible utilitzat a Breda, era la feixina dels boscos del Montseny.

## Història
La producció d'olles i cassoles a Breda, està documentada des del segle xvi, i s'ha anat consolidant com a primera activitat econòmica de la vila. Els forns d'origen medieval-occidental i moruns, que fins a finals dels anys 70 del segle XX s'utilitzaven, han estat substituïts per mitjans més moderns. Això està provocant la desaparició d'aquests antics forns. A Breda es conserven dotze edificis amb forns i dos més als afores:
Breda:
-	Carrer Sant Josep, 20 (Can Paian)
-	Carrer Sant Josep, 11 (Ca la nena)
-	Carrer de Santa Anna, 25 (Can Toti) (conté dos forns)
-	Carrer del vent, 7 (Can Palluca)
-	Carrer Còdols, 19
-	Carrer Sant Iscle, 27-29 (Can Fonso, actual “Els Forns”) (Conté dos forns)
-	Carrer Nou, 43 (Can Siset Sisó) Carrer Nou, 22 (Can Paiella)
-	Carrer del Vent 2 (Can Marcó)
Afores del poble:	
-	Carretera dels Riells (Cal Rejoler)
-	Masia Can Rafeló